# Fischerspooner
Fischerspooner är en electroclash musikgrupp från New York, USA, bildad 1998.

## Medlemmar
Ordinarie medlemmar
- Warren Fischer – sång, gitarr, bas, keyboard, piano, slagverk, tonsättare
- Casey Spooner – sång, keyboard, xylofon, låtskrivare

Samarbetande personell (urval)
- Sam Kearney – gitarr
- Cindy Greene – sång
- Lizzy Yoder – sång
- Ian Pai – trummor
- Vanessa Walters – koreograf, dansare
- Stephanie Dixon – dansare

## Diskografi
Album
- 2001 - #1
- 2005 - Odyssey
- 2009 - Entertainment

Singlar (topp 50 på Billboard Hot Dance Club Songs)
- 2002 - Emerge (återutgåva) (#18)
- 2002 - The 15th (#21)
- 2005 - Just Let Go (#7)
- 2005 - Never Win (#17)